# 戰術重裝
戰術重裝（Tactical Reload），或稱戰術換彈，是指在槍械的彈匣和膛室內仍然有子彈的情況下進行重新裝填，並保留原來的彈匣。比如說當一名步兵需要進入敵方的建築物進行掃蕩作戰前擔心殘彈量不足而為槍械進行重新裝填。戰術學說指出，戰鬥人員在進入建築物或敵對狀態前必須時常確保彈匣內的彈藥是滿的，然而把仍有子彈的彈匣扔棄掉並非明智的做法，因為戰鬥人員隨時可能會在作戰時遇上彈藥不足的情況。
進行戰術重裝時，射手需要以慣用手繼續持槍，同時以另一隻手拿出新的彈匣，把舊彈匣夾在該手的第四和第五根手指之間並以防它掉落，然後按下彈匣釋放鈕把它從槍上移除，再以拇指和食指把新的彈匣裝到槍上。這樣射手就能夠保留舊彈匣，以作不時之需。
與快速重裝（Speed Reload）不同的是，戰術重裝是在保留舊彈匣的前提下重新裝填，而快速重裝則是以扔棄舊彈匣作為代價之下用最快的速度換上新的彈匣。然而若槍械的膛室本身是空的，快速重裝的所需時間就會增加，因為射手需要為槍械重新上膛。